# Viișoara (Mureș)
Viișoara (in ungherese Csatófalva, in tedesco Hohndorf) è un comune della Romania di 1702 abitanti, ubicato nel distretto di Mureș, nella regione storica della Transilvania. 
Il comune è formato dall'unione di 3 villaggi: Ormeniș Sântioana, Viișoara.